# Zanclus cornutus

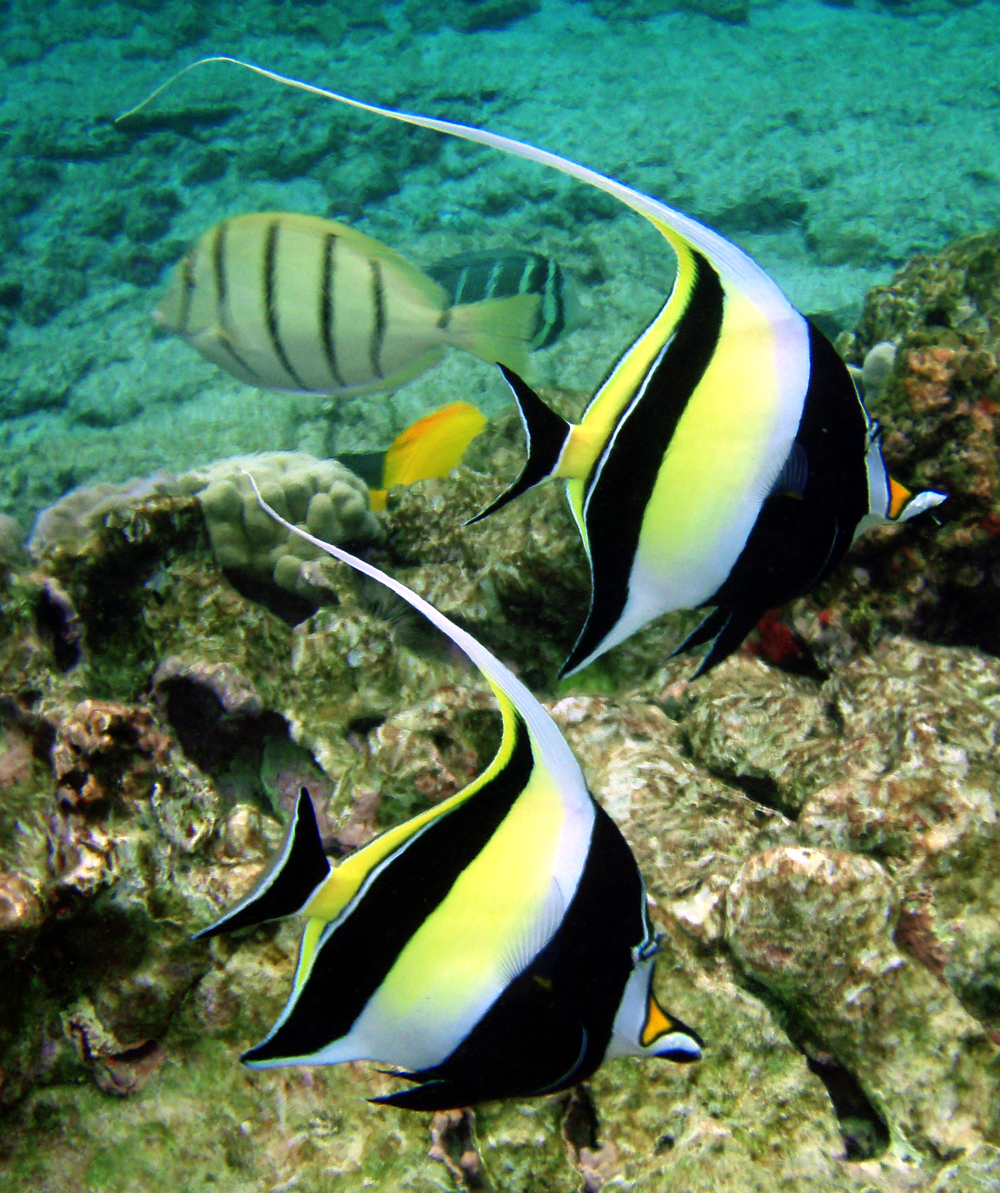
Pareja de Z. cornutus en Kona, Hawái

El ídolo moro (Zanclus cornutus), única especie del género Zanclus, que a su vez es el único encuadrado en la familia Zanclidae. Es un pez marino del orden Perciformes, distribuido por aguas tropicales y subtropicales de los océanos Índico y Pacífico.
Aparece por primera vez en el registro fósil durante el Eoceno medio, en el Terciario inferior.

## Morfología
Tiene el cuerpo en forma de disco, muy comprimido lateralmente, mandíbula tubular con una pequeña boca conteniendo numerosos dientes largos. Lo más característico de su morfología es que las espinas de la aleta dorsal están alargadas en un filamento similar a un látigo. Delante de los ojos tiene unas protuberancias córneas, que dieron el nombre latino a la especie: cornutus, o cornudo.
La coloración base de cabeza y cuerpo es blanca, con 3 franjas verticales negras, la primera y más ancha va desde el nacimiento de la aleta dorsal hasta las aletas pélvicas, la segunda nace en la parte posterior de la dorsal y cubre la parte posterior de la aleta anal, y la tercera cubre la aleta caudal. Tiene una mancha amarilla horizontal en el nacimiento del hocico, y otra, también amarilla, recubre la mayor parte del cuerpo.
Esta especie es muy similar en apariencia a las especies Heniochus acuminatus y Heniochus diphreutes, provocando frecuentes errores de identificación. Las diferencias más fácilmente apreciables son: la ausencia de la mancha amarilla de la parte posterior del cuerpo del Ídolo moro en las especies del género Heniochus; el hocico más estrecho y largo del Z. cornutus, que además tiene una mancha amarilla, bordeada en negro, en su unión con la cabeza, que los Heniochus no tienen; o que los ojos del Ídolo moro están cubiertos por la franja vertical negra, y en los Heniochus no, siendo claramente visibles.

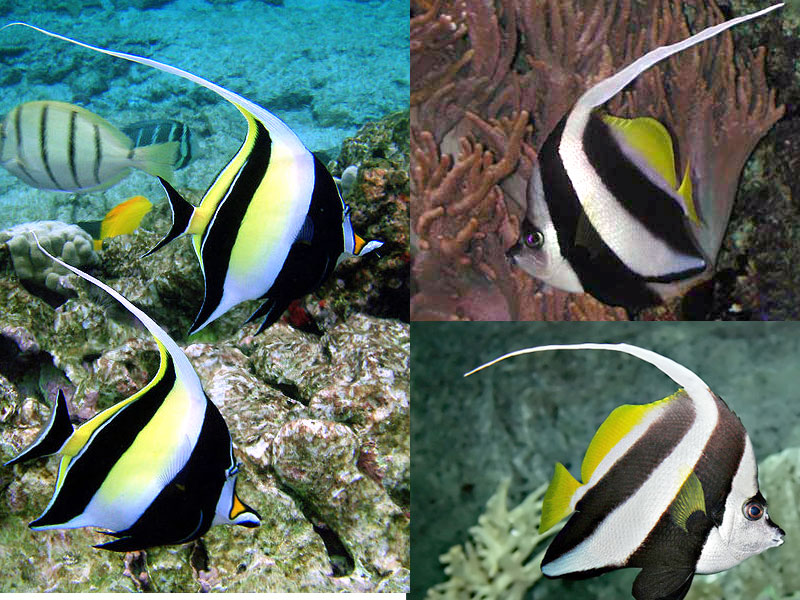
Ídolo moro, izquierda, Heniochus acuminatus, arriba derecha, y Heniochus diphreutes, abajo derecha.
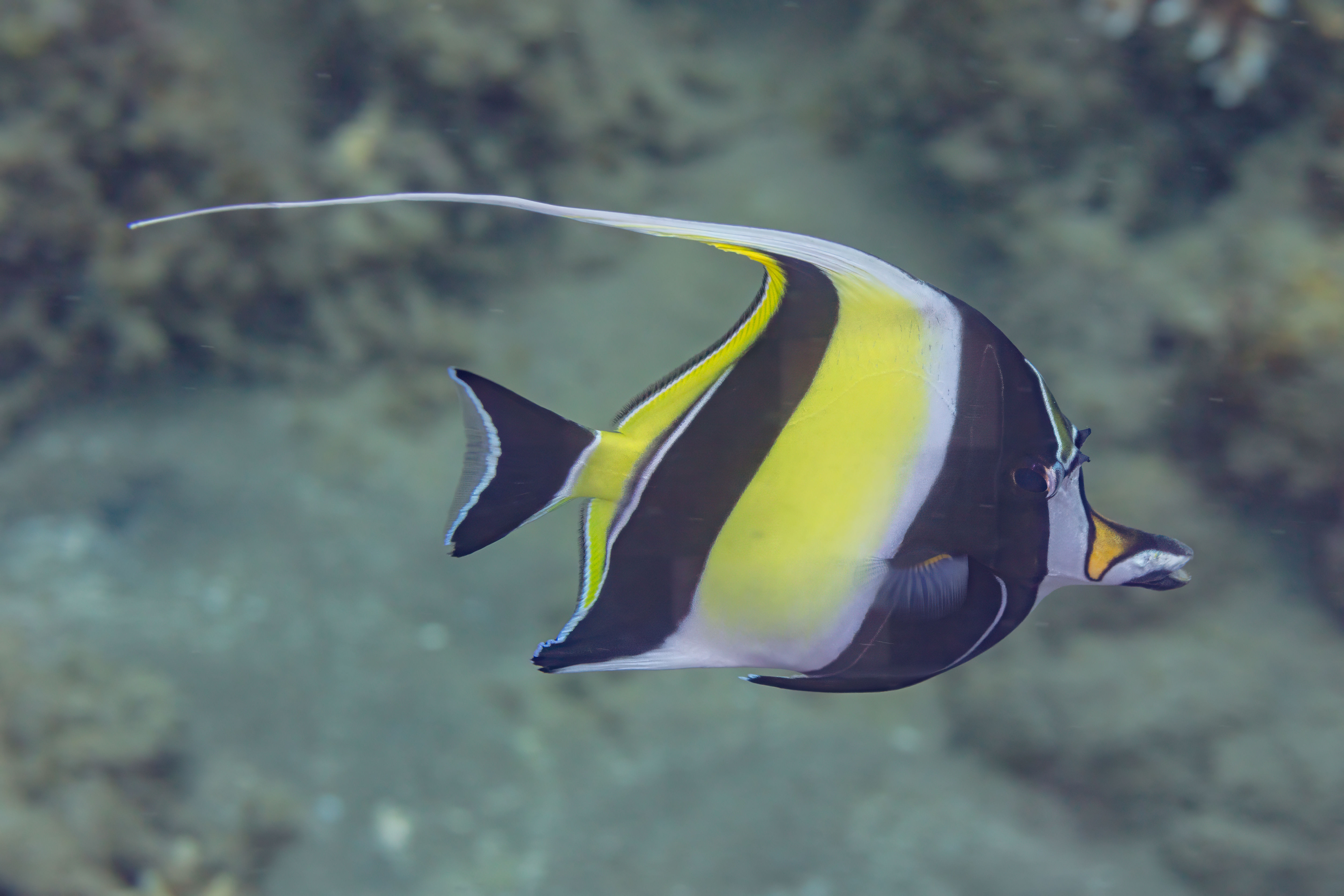
La longitud del "látigo" de su aleta dorsal supera a la de su cuerpo y cabeza. Ejemplar en Anilao, Filipinas.
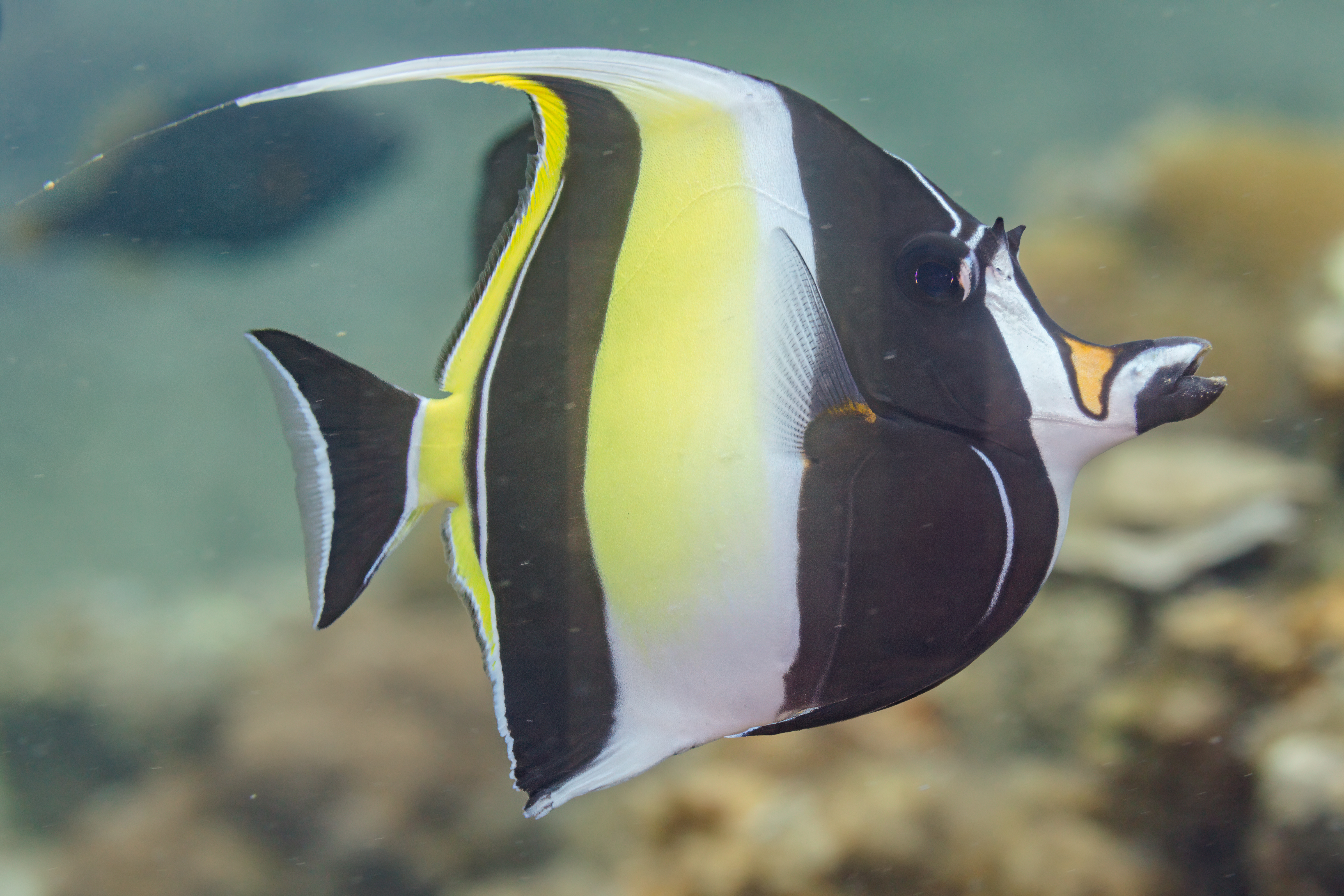
Ejemplar juvenil con el "látigo" más corto.

Tiene de 6 a 7 espinas dorsales, de 39 a 43 radios blandos dorsales, 3 espinas anales y de 31 a 37 radios blandos anales.
Puede alcanzar una talla máxima de 23 cm, aunque su tamaño normal de adulto es de 21 cm, y otras fuentes indican que alcanza los 30 cm.

## Hábitat y modo de vida
Es un habitante muy común de los arrecifes de coral, donde se alimenta principalmente de esponjas, aunque también de pequeños invertebrados bentónicos sésiles, como ascidias y briozoos.
Habita las lagunas interiores turbias, así como en los arrecifes exteriores rocosos y coralinos de aguas claras.
Generalmente se encuentra en pequeños grupos de dos o tres individuos. Los adultos suelen estar aislados, en pares o a veces se han visto formado grandes bancos de más de 100 individuos.
Su rango de profundidad está entre 3 y 182 m.

## Distribución
Es especie nativa de Australia, isla de Andamán, Birmania, Chagos, China, islas Cocos, Colombia, islas Cook, Corea, Costa Rica, Ecuador, El Salvador, Filipinas, islas Galápagos, Guam, Guatemala, Hawái, Honduras, Hong Kong, India, Indonesia, Japón, Kenia, isla Lord Howe, Madagascar, Mauritius, Maldivas,  islas Marianas del Norte, islas Marshall, México, Micronesia, Mozambique, Nicaragua, Niue, isla Norfolk, Nueva Caledonia, Nueva Zelanda, Omán, Palaos, Panamá, Papúa Nueva Guinea, Perú, isla Pitcairn, Samoa, Seychelles, Somalia, Sri Lanka, Sudáfrica, Tailandia, Taiwán, Tanzania, Tonga, Vanuatu, Vietnam y Yemen.

## Reproducción
Desovadores pelágicos, tienen una etapa larval muy larga, mutando a juveniles cuando alcanzan un tamaño  de 7,5 cm. Esta larga duración de las larvas es la responsable de su amplia distribución geográfica, y de que su fuerte coloración no muestre variaciones regionales.

## Cultura popular
- Un ejemplar del pez ídolo moro es un personaje de la película animada de Pixar "Buscando a Nemo"
- Es popular en acuarios, aunque muy difícil de mantener en ellos debido a su difícil alimentación.[3]

## Galería

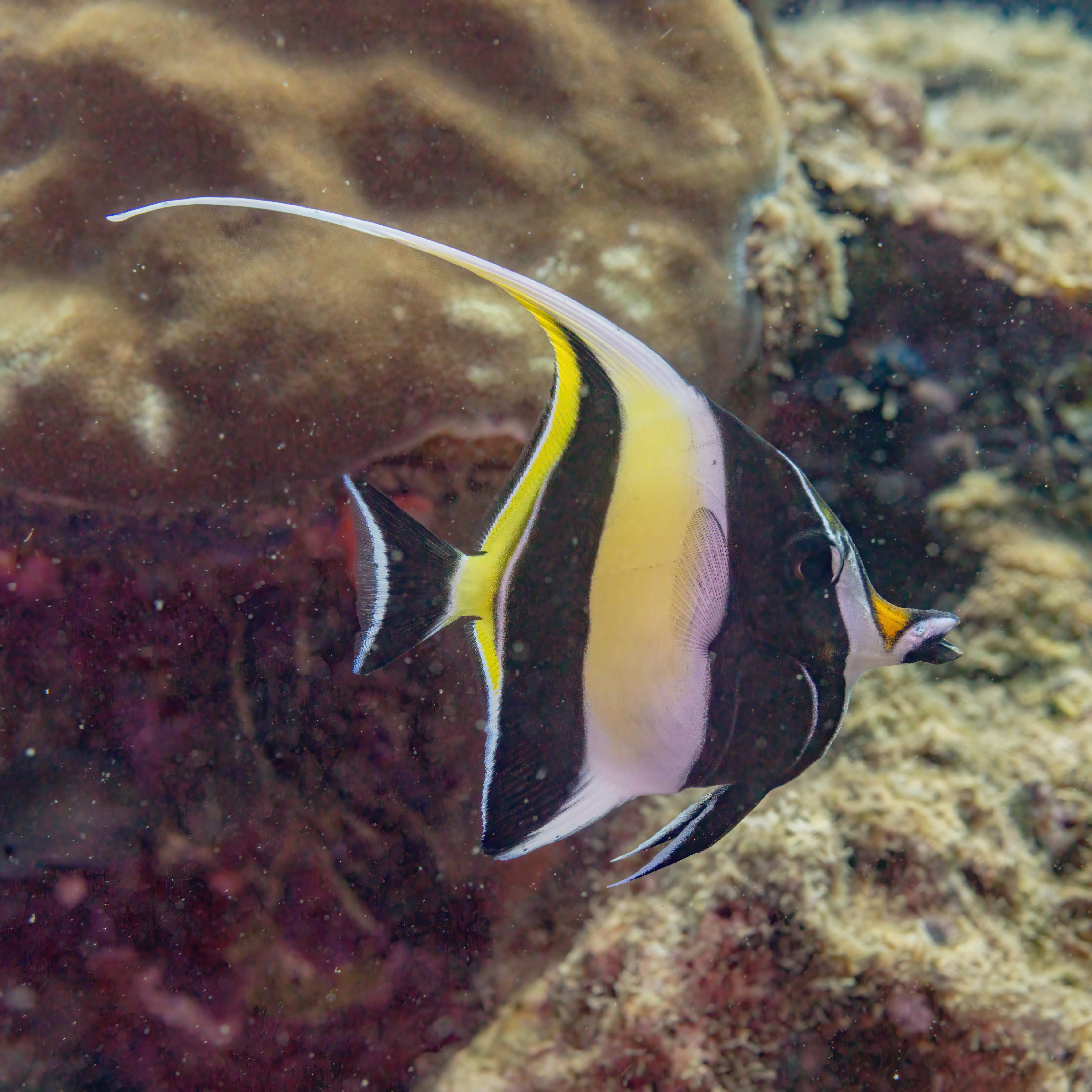
En Anilao, Filipinas.
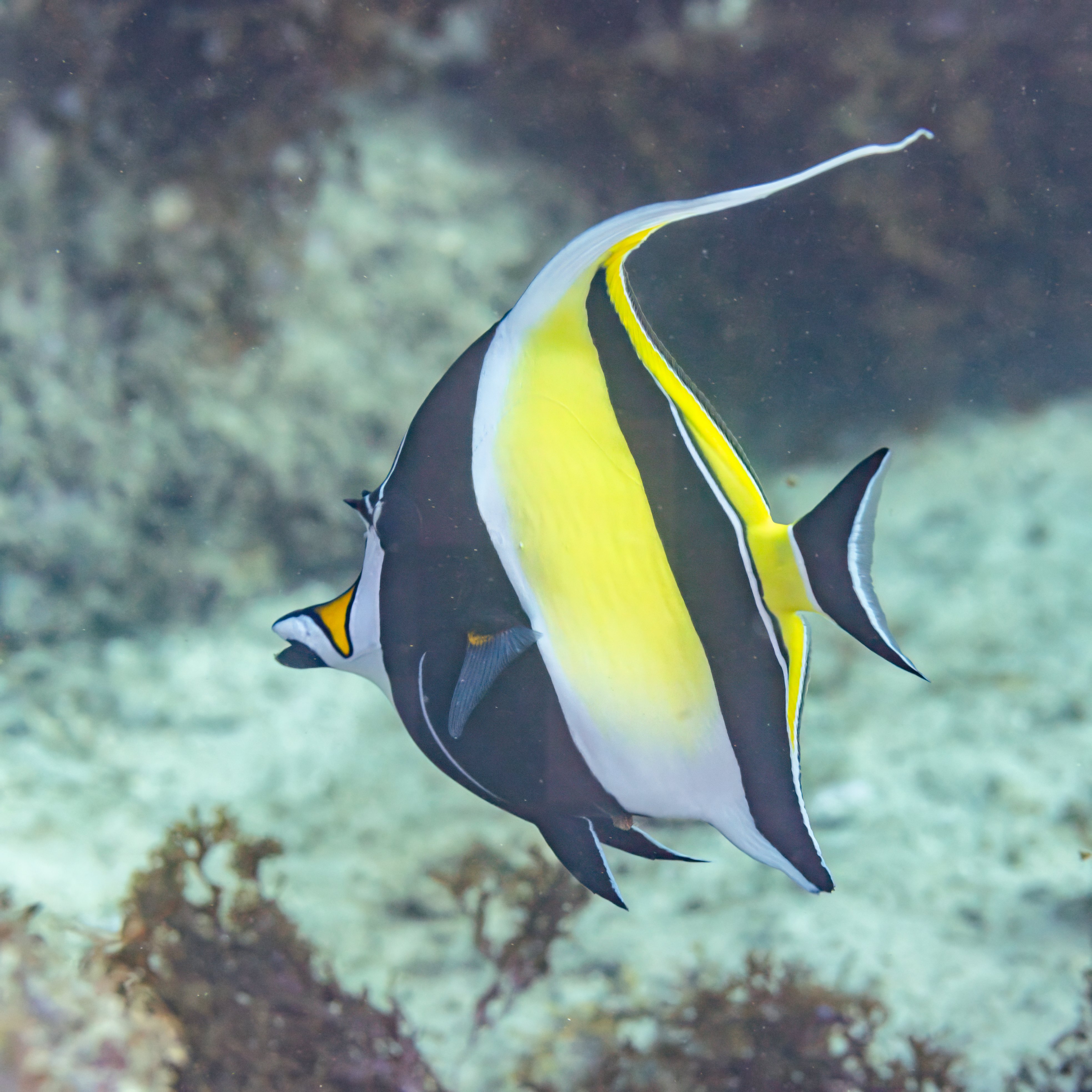
Ejemplar con el "látigo" roto.
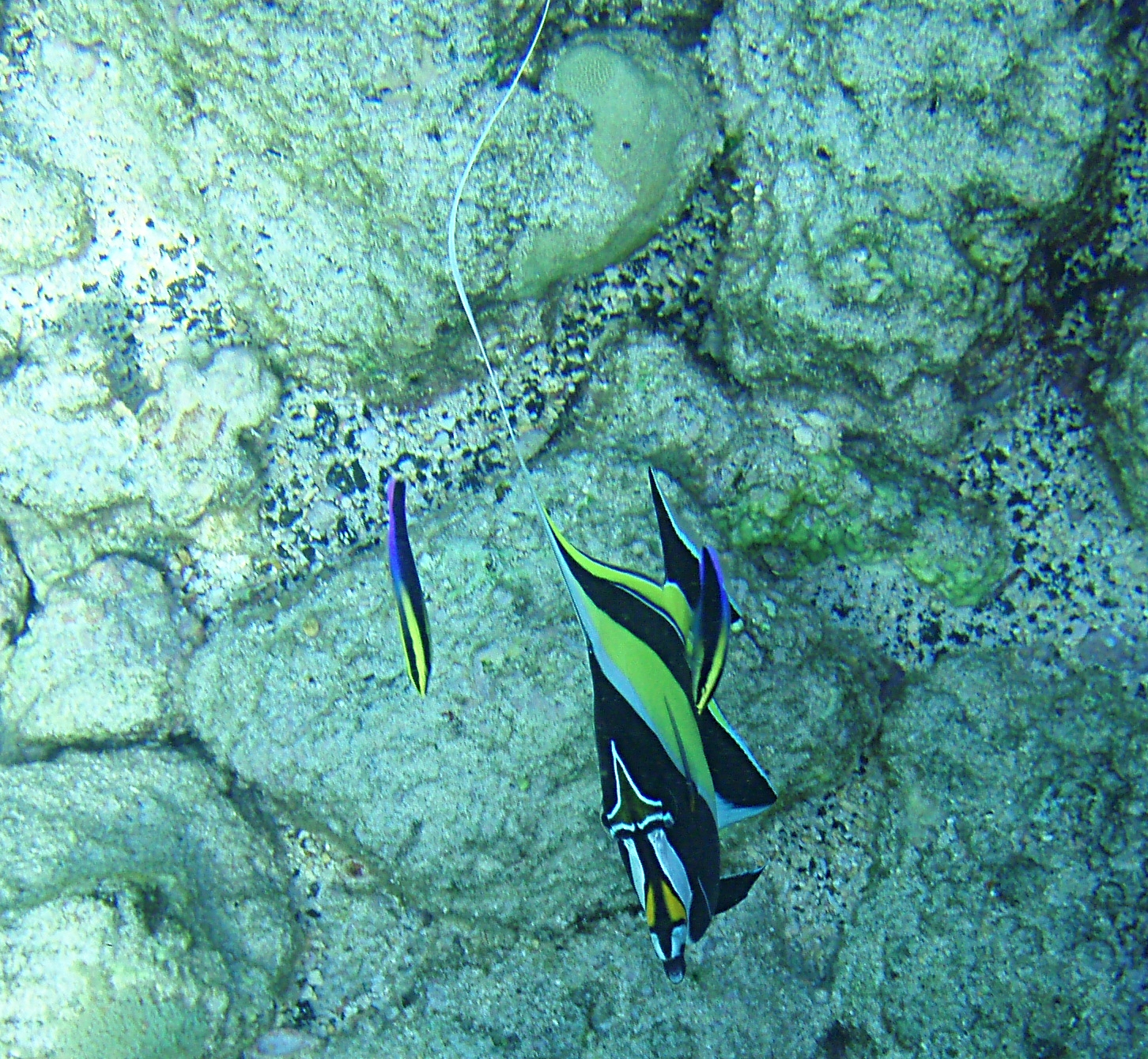
Z. cornutus es desparasitado por lábridos Labroides phthirophagus
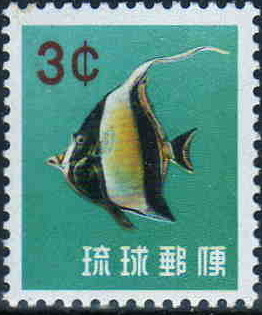
En un sello postal de Okinawa, de 1959
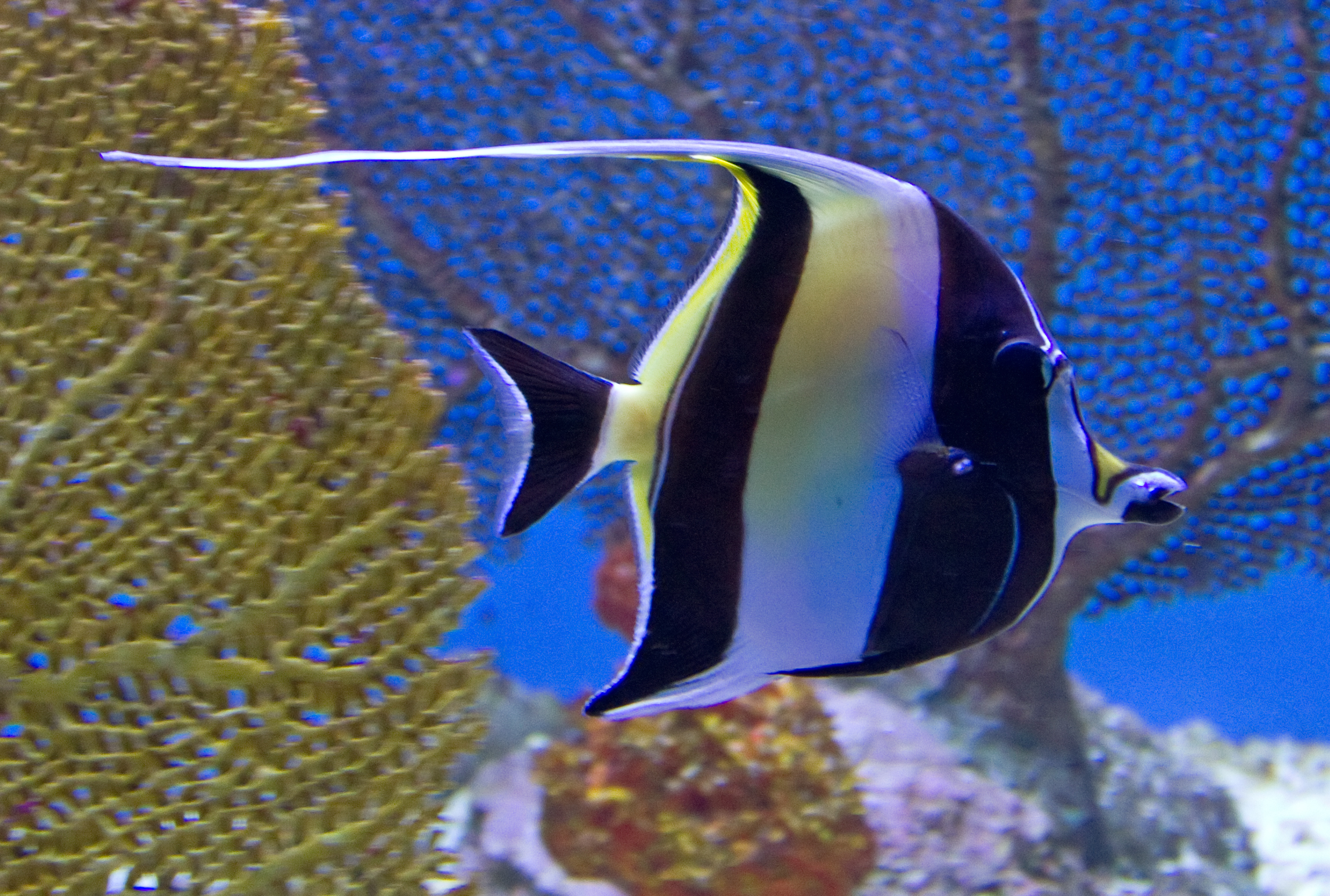
Delante de gorgonias
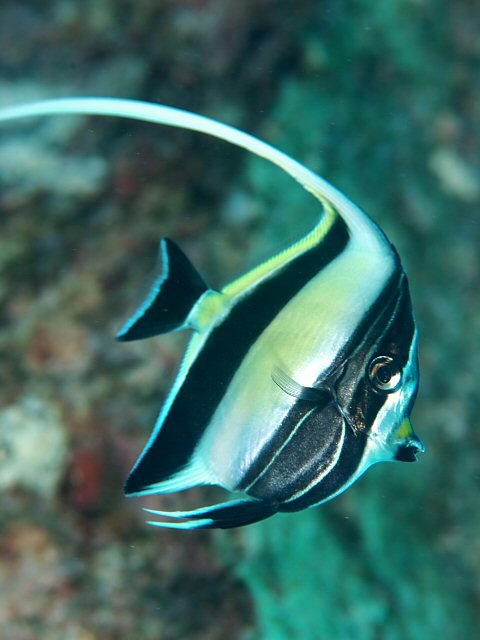
Ejemplar en Izu, Japón
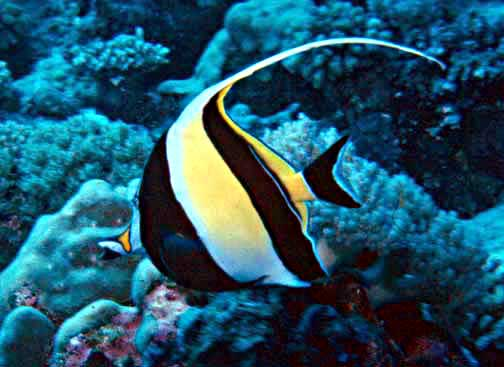
Ejemplar en el parque nacional Kaloko-Honokohau, Hawái